# Achomawis
Els achomawi (també achumawi, ajumawi i ahjumawi) són una de les onze bandes d'amerindis de Califòrnia Tribu Pit River que vivien al nord de Califòrnia, Estats Units. Nou bandes autònomes dels indis Pit River parlen diversos dialectes d'una llengua comuna. Els primers lingüistes i antropòlegs blancs van anomenar la llengua "achomawi", encara que aquest no era el nom amb què s'anomenaven els indis. L'ús de la paraula "achomawi" (en realitat només el nom d'una de les bandes del grup d'idiomes) per descriure el llenguatge també se sobregeneralitzà i s'utilitzà per descriure les nou bandes, tot i que cadascuna de les altres vuit bandes tenia diferents noms, territoris i dialectes de la llengua comuna. La major part d'aquest article tracta de l'autèntica banda achomawi (el territori de la qual era històricament al llarg de la vall del riu Fall i del riu Pit des de l'extrem sud de les muntanyes Big Valley, de l'oest a Pit River Falls).
Les altres vuit bandes que compartien la llengua achomawi tenien la seva llar històrica al llarg del riu Pit. Llur territori s'estenia des de Big Bend (Califòrnia) a Goose Lake (Oregon-Califòrnia). Aquesta terra també era la llar del grup lingüístic atsugewi, que consistia en dues bandes distintes que vivien al sud de les bandes lingüístiques achomawi.

## Població
Les estimacions per a les poblacions dels grups natius californians anteriors al contacte han variat substancialment. Alfred L. Kroeber estimà la població combinada atsugewi i achomawi en 1770 en un total de 3.000 individus. Una anàlisi més detallada per Fred B. Kniffen arribà a la mateixa xifra. T. R. Garth estimà la població atsugewi en un màxim de 850, el que deixaria almenys 2.150 per als achomawi. Kroeber estimà la població achomawi el 1910 en 1.000 i "tres quartes parts de sang pura". Edward S. Curtis, fotògraf i autor de la dècada del 1920, va donar en 1910 una població achomawi de 984. La població achomawi fou estimada en 1.500 individus l'any 2000.

## Llengua
Els achomawis parlen l'achumawi, una llengua palaihnihana.

## Cultura històrica

### Viles i habitatges
Cadascuna de les nou bandes del grup lingüístic "achomawi" tenien territoris definits separats dalt i baix dels marges del riu Pit (que ells anomenaven "Achoma"). En llurs respectius territoris cada banda tenia algunes viles, que eren compostes per famílies extenses i tenien entre 20 i 60 habitants. Les bandes eren organitzades per una vila central amb petites viles satèl·lits. Les bandes del baix riu Pit habitaven una zona boscosa i muntanyenca amb major densitat, mentre que les bandes de l'alt riu Pit River és una zona seca de ginebres. Llur habitatge, fonts d'aliment i moviments estacionals, per tant, també van variar. A l'estiu la banda achomawi i altres bandes de l'alt riu Pit solien viure en cabanes còniques cobertes de matolls de tule. A l'hivern construïen cases més grans parcialment subterrànies de planxes de fusta cobertes d'una barreja d'escorça, herba i tule.

### Vida familiar
En el matrimoni el nuvi vivia breument en la llar de la núvia, caçant i treballant amb els seus parents. Eventualment, ella anava a viure amb la família d'ell. Era una societat patrilineal i el lideratge passava al primogènit. Quan naixien els nens, els pares eren posats en seclusió i tenien restriccions d'aliments a l'espera de la caiguda del cordó umbilical del nadó. Si naixien bessons, un d'ells era mort en néixer.
Els achomawi enterraven llurs morts en posició flexionada, de costat, mirant cap a l'est i de vegades en cistelles. També cremaven els qui morien fora de la comunitat, portant les cendres de tornada per a l'enterrament a casa. Les pertinences dels morts i ofrenes dels familiars eren enterrades o cremades amb el cos i així va néixer la casa dels morts. No hi havia cerimònies o rituals especials Quan les dones es convertien en vídues, es tallaven el cabell i es fregaven el rostre amb brea. La vídua també podia dur un collaret amb trossos de brea al voltant del seu coll durant tres anys. Després que el seu pèl creixés a la seva part superior del braç es casava amb el germà del seu difunt marit.
Com a oci les dones de la comunitat jugaven un joc de dobles boles. Els achomawi també construïen i usaven cabanes de suor.

### Vestit i art corporal
Els homes achomawi vestien abrics i camises de cuir. Es posaven al cap una pell de cérvol amb un forat al mig després que les parts eren cosides juntes per proporcionar les cises, i llavors es posava un cinturó. Els achomawi es posaven ocasionalment malles de pell i com a calçat duien mocassins de tule tort i reblert amb herba, generalment quan feia fred. En algunes comunitats duien un davantal com un kilt, similar als eslips de les comunitats orientals. Les dones portaven vestits curts o samarretes similar als homes, juntament amb una faldilla de pell de cérvol o un davantal amb serrells, així com mocasins de pell i una gorra en forma de cistella. Les robes d'homes i dones podien estar decorades amb brodats de pues de porc espí.
Tant els homes com les dones tenien tatuatges. Les dones portaven tres línies tatuades sota de la boca i potser un parell de línies en la galta. Els homes tenien perforacions de l'envà amb cloïssa de dentalium o altres joies.

### Subsistència
Els achomawi pescaven, caçaven i recollien en una àrea, principalment cérvols anàtids, llobarros, esox, truites i peixos gat, herbes, ous, insectes i larves. L'única carn que evitaven els achomawi era la del gos domèstic i usaven la sal amb extrema moderació, ja que la comunitat creia que l'excés de sal provocara dolor als ulls.

#### Pesca
La pesca era una important font de subministrament d'aliments per als achomawi. Catostomus occidentalis era descrit com de "vital importància" per als achomawi. El salmó era escàs per als grups de l'est, mentre que els de la part baixa del riu Pit el tenien en abundància. El salmó s'assecava al sol, lleugerament torrats o fumats, i després s'emmagatzemava en grans cistelles d'escorça cobertes de lloses o en trossos esmicolats.
Els pescadors utilitzaven xarxes, cistelles i llances per pescar, i trampes per agafar el garrí de Sacramento. Es van trobar deu trampes per a peixos i s'exhibeixen al parc estatal Ahjumawi Lava Springs. Fetes de pedra, les trampes consistien en una paret exterior de grans dimensions que connectava dos punts de la terra al llac. El mur era construït per al nivell d'aigua de roca volcànica. Es feia una obertura central a la paret d'entre 20-50 centímetres per permetre que les ventoses entressin a les trampes. L'obertura tira en el flux de sortida d'aigua que és prou forta com per portar de les ventoses. Per atrapar els peixos s'utilitzava un tronc, salabre o la proa d'una canoa, i després el llancejaven. Les pedres es descriuen com a laberints a causa que formaven nombrosos canals interiors i piscines.
A part de les trampes s'usaven altres eines per a la pesca com hams i llances amb puntes d'os i banya. Els hams achomawi estaven fets d'os de cérvol i les llances de pesca consistien d'un eix de fusta llarg amb un os de cap de doble punta amb un sòcol en què s'instal·lava la base de l'eix. Es fixava una línia a la punta de la llança que després es va dur a terme pel llancer per al control.
La Fibra de cànem també s'usava per a fer cordes per a fer xarxes de pesca i el cuir cru per a cordes de pescar. Els achomawi feien cinc classes de xarxes, tres d'elles eren salabres, una era xarxa d'emmallament i l'altra per pesca d'arrossegament.
Les tres xarxes d'immersió tenien forma de bosses. Un tipus, anomenat taláka'yi, era suspesa en les pues d'un pal bifurcat i utilitzada des d'una canoa, terra o gual i per a la captura dels plançons, truites o llobarros. Un altre salobre anomenat tamichi, era usat només per a capturar plançons. El tamichi era de quatre a cinc peus de profunditat i d'amplada quan està tancada. La malla a la vora inferior de l'obertura de bosses era roscada al llarg d'un pal que es col·loca després en l'aigua per capturar el peix. El pescador es ficava en l'aigua mentre es movia per la xarxa mentre que les dones i els nens podrien empènyer els peixos cap al pescador. Quan el peix entra a la xarxa el pescador llança la bossa que després es tanca. La tercera bossa o lipake era petita amb un cèrcol ovalat cosit en l'obertura. El pescador es submergia en l'aigua i portaria la xarxa en una mà mentre guiava les ventoses amb la mà lliure. En tenir èxit en la captura dels peixos, el pescador donava la volta al cèrcol de la xarxa per tancar la captura.
Les altres dues xarxes eren usades generalment per a capturar truites i llobarros. La xarxa emmallada, anomenada tuwátifshi, tenia de 40 a 60 peus de llarg i era ponderada amb pedres per enfonsar-la. Un extrem era lligat a un arbre i l'altre a una boia; quan es capturava un peix la boia es movia. La pesca de setge, talámámchi, era de sis a peus de profunditat i s'estenia a través del corrent d'un costat a un altre en aigües tranquil·les. Les pedres s'utilitzaven per enfonsar la vora inferior, i les boies s'utilitzaven en la vora superior. El pescador s'asseia en un banc de la canoa i s'adjuntava una politja a la riba oposada. Quan es tirava la xarxa sobre el peix, el pescador podria deixar-la en la línia de flotació amb la politja per extreure la captura.
També capturaven pimephales per al seu assecat. Eren capturats amb un parany de peix fet de salze, canyes i trama d'arrel de pi de forma cilíndrica; la boca del parany tenia rampes que convergeixen cap a l'interior, el que impediria que passessin els peixos, es controlava amb dos assuts. Un assut, anomenat tatápi, es posava als rierols de poca profunditat per capturar truita, lluç de riu i llobarros. Es col·locava una filera d'estaques a la part inferior del corrent on s'acumulaven pedres, troncs, soques i brutícia de manera que represava l'aigua i eren abocades en el parany. Una altra xarxa, el tafsifschi, era utilitzada en un corrent més gran per a capturar allis (Truita arc de Sant Martí) durant la tardor.
El tafsifschi consistia en dues seccions d'una tanca que s'estenien des dels bancs dels rius oposades en un angle aigües avall; gairebé es trobaven a mig riu. Estaven connectades per un curt tram de mur de pals horitzontals molt junts a través del buit. Aquest va ser el punt més baix de la presa creada, i l'aigua s'aboca en portar els peixos a la cistella a l'altra banda de la bretxa. El salmó podia ser capturat amb llança, trampes o xarxa que penjaven sobre salts d'aigua o preses.

#### Cacera
A causa de la naturalesa seca de la terra achomawi, els cérvols no sempre eren abundants, d'aquí la seva forma única de la caça de cérvols en comparació amb altres amerindis californians nadius americans. S'excavava un pou profund al llarg d'un sender de cérvols, cobert d'herba, i restauraven el sender amb empremtes de cérvols fetes amb cascs, i hi eliminaven tota evidència humana. Com que el bestiar dels colons també queia en aquests pous decidiren posar fi a aquesta pràctica. Els forats eren més nombrosos a prop del riu perquè els cérvols baixaven a beure i per això el riu porta el nom d'aquests pous de captura. La cacera de cérvols era sempre precedida d'un ritual. També hi havia rituals sense implicar el procés de cacera, però sí que evitaven la carn de cérvol. Les adolescents podrien ficar herbes aromàtiques als seus narius per evitar l'olor cérvol quan es cuinava en passar per la cerimònia de la seva maduresa.
Les aus aquàtiques, com els ànecs, eren atrapats per una soga estirada als rierols. Els conills eren duts cap a les xarxes.

#### Recollida
Les cols de tule eren recollides en primavera i les glans, un element bàsic dels amerindis de Califòrnia, s'obtenien a través del comerç, a causa de l'escassetat de roures a la zona. Preparaven glans, cacauets, pinyons, llavors de civada boja i altres herbes, baies de poma i altres baies, ja fos per consum, emmagatzematge d'hivern o per al comerç.

### Religió
L'ésser espiritual cap a la religió achomawi és Annikadel. Els nois adolescents buscaven esperits guardians anomenats tinihowi i ambdós sexes van experimentar cerimònies de la pubertat. La comunitat també celebrava una dansa de la victòria que suposava exposar un cap enemic amb les dones participant en la celebració. Els ancians dejunaven per augmentar la carrera dels peixos i les dones i els nens menjaven fora de la vista del riu per fomentar la població de peixos.
Els xamans achomawis mantenien la salut de la comunitat com a metges. Els xamans se centrarien en els "dolors" que eren físics i espirituals. Es creu que aquests dolors havien estat provocats pels xamans hostils. Després de guarir el dolor, el xaman tindria després que empassar-se'l. Tant homes com dones podien ocupar el paper de xamà. Un xamà tenia un fetitx anomenat kaku, que era un manat de plomes que creixien en llocs rurals, arrelats a la terra, i que s'assegura que regalimaven sang constantment. El kaku va ser utilitzat com un oracle per localitzar dolors al cos. El cristall de quars també era venerat per la comunitat i s'obtenia per mitjà de busseig en una cascada. A la piscina de la cascada el bussejador hitrobaria un esperit (com una sirena) que conduiria al bussejador a una cova on creixien els cristalls. Un capoll d'arna gegant que simbolitzava el "cor del món" era un altre fetitxe, més difícil d'obtenir.

#### Rituals de pubertat
Una noia començaria el seu ritual de la pubertat amb les orelles perforades pel seu pare o un altre parent. Ella llavors s'aixecava, baixava, i després era colpejada amb una vella cistella abans de sortir corrents. Durant aquesta part el seu pare anava a resar a les muntanyes per a ella. La noia tornava a la tarda amb una càrrega de fusta, un altre dels símbols dels rols de les dones dins de la comunitat, de la mateixa manera que la cistella. Ella llavors construïa un foc al davant de casa i ballava al voltant d'ella durant tota la nit, amb participació dels familiars, al voltant del foc o a l'interior de la casa. La música acompanyava el ball, feta per un sonall de peülla de cérvol. Durant el temps del ritual ella es tapava el nas amb herbes per evitar l'olor de la carn de cérvol. Al matí, ella s'aixecava, tornava a caure, i corria amb el sotragueig del sonall peülla de cérvol. Això es repetia durant cinc dies i nits. En la cinquena nit, ella tornaria de la seva carrera per ser ruixada amb fulles d'avet i banyada, completant el ritual.
Els rituals de la pubertat masculins eren similars als femenins però s'hi afegien elements xamànics. Els nois es perforaven les orelles, després eren colpejats amb una corda, s'escapaven per dejunar i es banyaven en un llac o font. Mentre era fora, el seu pare pregava a les muntanyes i la Dona Cérvol vetllava pel noi. Al matí tornava, encenia focs durant el seu viatge a casa, menjava fora de la casa i després s'escapava de nou. Ell es quedava diverses nits fora, encenia focs, acumulava pedres i bevia d'una canya de manera que les dents no entraven en contacte amb l'aigua. Si veia un animal a la primera nit en el llac o font o somniava un animal, aquest animal es convertiria en el seu protector personal. Si el nen tenia una visió d'aquest tipus, es convertirà en un xaman.

## Arts

### Cistelleria
Els achomawi seguien en la tradició d'altres tribus de Califòrnia amb les seves habilitats en la cistelleria. Les cistelles estan fetes de salze i es pinten amb colorants naturals. Llur cistelleria és entrellaçada, un treball comparat als dels hupa i yuroks descrit com a més suau, més gran, i amb dissenys que no tenen l'atenció en una banda horitzontal. Les formes són similars a les dels modocs i tenen fons i costats lleugerament arrodonits, grans obertures i profunditat. Les mides i formes de les cistelles depenen de l'ús previst. Algunes cistelles es creen per a ser portades com a gorres per les dones, algunes per cuinar sobre pedres calentes, mantenir els aliments semi-líquids o per emmagatzemar aigua. Les barres del salze s'utilitzen per a l'ordit i l'arrel de pi s'utilitza per a la trama. A les tapes només s'utilitza fibra de tule. També feien cistelles de càrrega, així com un batedor de malla que s'utilitza per collir les llavors en les cistelles de càrrega, fet de salze o d'una barreja de salze i arrel de pi.
La majoria de les cistelles estan cobertes d'una lleugera capa blanca de Xerophyllum tenax, encara que es creu que les cobertes de Xerophyllum tenax són per al comerç i la venda, no per a l'ús diari. Xerophyllum tenax protegeix l'obra d'art i els materials de les cistelles de l'ús, útil per a l'ebullició o la retenció d'aigua. L'antropòleg Alfred L. Kroeber creia que pel 1925 els achomawi ja no cuinaven amb cistelles i es limitaven a fer-les per la venda i el comerç.

### Canoes
Els achomawi feien simple caiucs de fusta de pi o cedre. Eren més llargues, més primes i menys detallades que les barques de fusta vermella yurok i les canoes modoc, les feien simplement per al transport i la caça.

## Història

### Història antiga
Els achomawis i atsugewis foren víctimes de les incursions esclavistes de klamaths, modocs, i altres tribus del nord. Les persones capturades serien venudes com a esclaves en un mercat d'esclaus intertribal a The Dalles en l'actual Oregon. Els achomawi tenien bones relacions amb els atsugewis i wintuns. Els achomawi també va servir com a mitjancers en el comerç entre wintuns, modocs i potser paiute. Els achomawi comerciaven amb gent de tota la zona, venien les seves pròpies pells, cistelles, esteatita, mantes de pell de conill, menjar i glans a canvi de béns, com ara arrel d'epos, perles de cloïssa, obsidiana i altres béns. Eventualment també comerciaven cavalls amb els modoc. Els achomawi usaven comptes com a moneda, específicament dentalium.

### Contacte amb els europeus
En 1828 foren visitats per trampers i comerciants. No fou fins al 1840 durant la febre de l'or de Califòrnia quan començaren a arribar forasters en gran nombre, ocupant la terra i destorbant el mode de vida achomawi. Les Guerres del riu Rogue en 1855-56 provocaren una forta presència a l'àrea de l'exèrcit dels Estats Units.

### Finals delseglexixi XX
En 1871 els membres de la comunitat van participar en el primer moviment Ghost Dance i en altres futurs moviments de revitalització després de ser traslladats a reserves. En 1921 van patir una forta epidèmia de verola.

### Actualitat
La majoria dels achumawi són registrats en la reconeguda federalment tribu Pit River. Els achumawi són una de les onze bandes autònomes: Ajumawi, Atsugewi, Atwamsini, Illmawi, Astarawi, Hammawi, Hewisedawi, Itsatawi, Aporige, Kosealekte, i Madesi, que des de temps immemorials han residit a la zona coneguda de 160 kilòmetres quadrats, situat a parts dels comtats de Shasta, Siskiyou, Modoc, i Lassen a l'estat de Califòrnia.
Hi ha una Autoritat d'Habitatge que a través de subvencions del govern ha desenvolupat projectes d'habitatge per a la comunitat, com habitatges per a les famílies de baixos ingressos i ancians. La tribu opera un centre de dia i programes mediambientals. La Tribu Pit River gestiona actualment el Casino Pit River, un centre de jocs de classe III es troba en 320.000 metres quadrats a Burney (Califòrnia).
Avui hi ha al voltant de 1.800 membres tribals registrats en les tribus reconegudes federalment achomawis següents:
- Ranxeria índia Alturas[20]
- Ranxeria Big Bend[20]
- Ranxeria Likely[20]
- Ranxeria Lookout[20]
- Ranxeria Montgomery Creek[20]

Les següents tres ranxeries són comparties amb altres comunitats:
- Ranxeria Roaring Creek.[20][22]
- Ranxeria índia Susanville[20]
- Ranxeria XL[20]